# Système d'assurage
Pour un article plus général, voir Matériel d'escalade.
Un système d'assurage, dispositif d'assurage ou assureur est équipement de protection individuelle mécanique simple ou complexe permettant de freiner la descente ou la chute d'un compagnon de cordée ou soi-même lors de la pratique de l'alpinisme, de l'escalade, de la spéléologie, du canyonisme ou du cordisme.
Les systèmes d'assurage permettent la maîtrise du maintien sans effort et sans risque de la corde par l'assureur. Le freinage ou le blocage doit s'effectuer avec un effort minimal et être efficace. Ils fonctionnent par le principe de création de frottements induits par le blocage progressif de la corde sur le système qui convertit l'énergie en chaleur. Ce principe a pour conséquence de réduire la traction exercée par la corde sur la main de l'assureur. Particulièrement lors d'une rapide descente en rappel, un dispositif d'assurage peut être brûlant. Il est alors nécessaire de dégager rapidement la corde en contact avec le système pour éviter qu'elle ne se détériore, sans se brûler.
Il existe de nombreux dispositifs d'assurage. Certains peuvent être utilisés uniquement comme assureur, d'autres comme assureur-descendeur pour la descente en rappel et d'autres encore comme assureur-descendeur-bloqueur pour assurer depuis le haut d'une voie ou en relais intermédiaire en grande voie ou alpinisme. La vigilance de l'assureur est de mise, et tous nécessitent un apprentissage spécifique et rigoureux, après la lecture de la notice du constructeur.
Avant l'apparition de ces dispositifs, les grimpeurs, principalement les alpinistes, passent la corde sous une cuisse, puis dans le dos et enfin sur l'épaule par la méthode en "S". Le freinage s'effectue alors par frottement sur les vêtements, souvent renforcés de cuir pour éviter les brûlures de la corde en chanvre. Des systèmes d'assurage spécifiques apparaissent ensuite, d'abord non-autobloquants comme le nœud de demi-cabestan sur mousqueton HMS. Le huit fait son apparition puis des systèmes plus fiables de type plaquette et enfin de type tube. Les systèmes autobloquants de première génération comme le Grigri ou de dernière génération comme le Giga Jul présentent l'avantage de bloquer la corde, surtout lorsqu'elle est neuve et que le grimpeur est lourd.

## Évolution
À l'origine, les grimpeurs descendaient avec leur corde en la faisant filer très progressivement autour du corps selon la méthode dite « en S ». Ils étaient assurés soit par une deuxième corde (corde d'assurance), soit par une cordelette (nœud de Prusik, nœud de Machard, etc) reliée au baudrier.

Forme de la « fourche Pierre Allain ».

Le descendeur « Pierre Allain », du nom de son inventeur, a été le premier mécanisme conçu pour la descente en évitant les frottements sur le corps. De par sa forme, il était également appelé « la fourche ». Il a été inventé en 1943 et vendu au moins jusque après les années 1960. Ce système va évoluer au fil des années pour donner naissance au huit, largement répandu chez les grimpeurs.

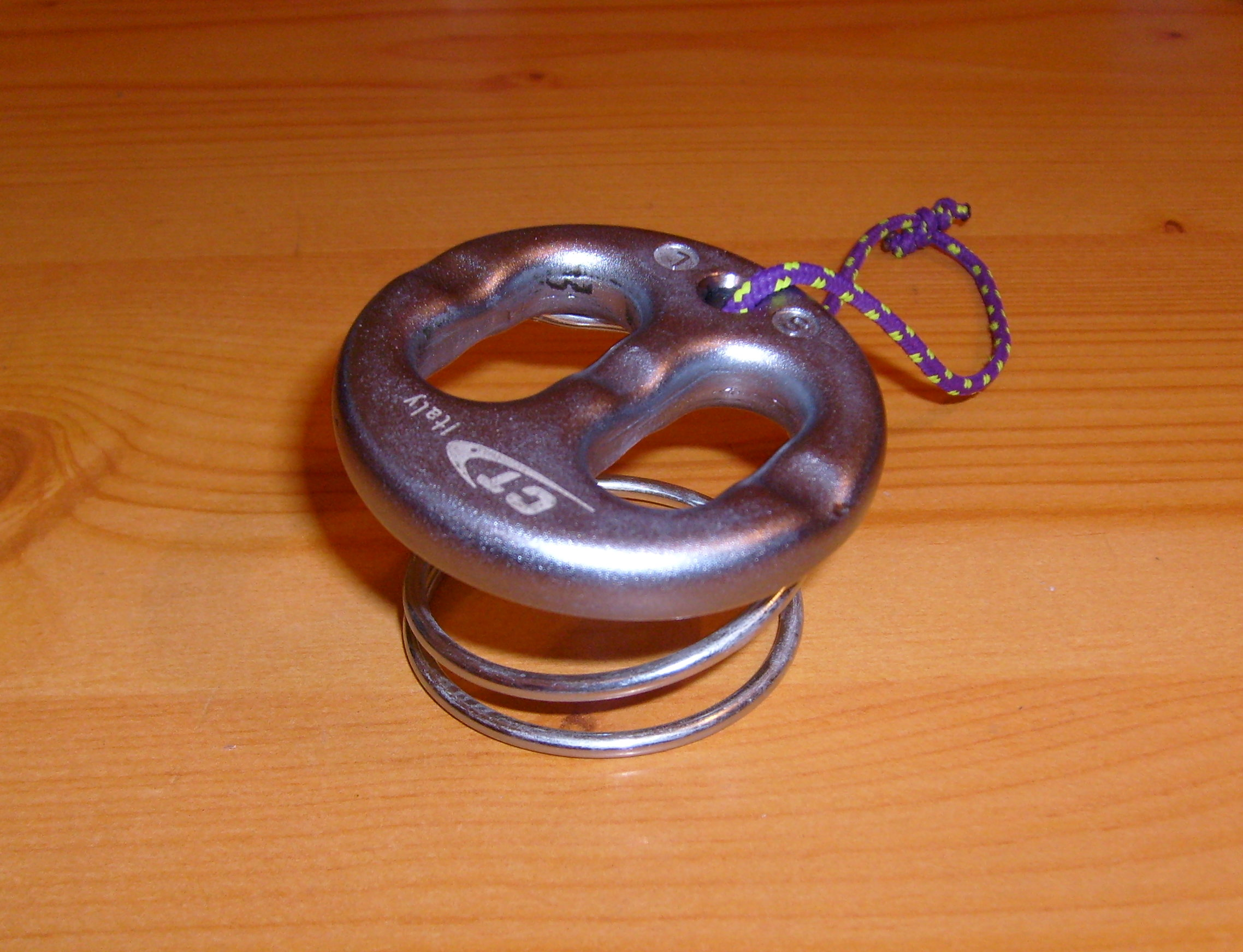
Plaquette Sticht.

Le premier dispositif permettant l'assurage en plus de la fonction de descente est la plaquette Sticht, dont le nom provient de celui de son concepteur, Franz Sticht, dans les années 1970. Il consiste en un disque de métal avec un ou deux trous percés en son milieu. Un large ressort en fil est attaché à l'un de ses côtés. La corde est passée dans le trou par le côté sans le ressort puis dans un mousqueton de sécurité et ressort par le même trou. Le mousqueton de sécurité est ensuite attaché au baudrier de l'assureur qui peut alors bloquer la corde à volonté. Afin de transporter la plaquette lorsqu'elle n'est pas utilisée et aussi d'éviter qu'elle ne remonte le long de la corde lors de son usage, une boucle en cordelette y est généralement fixée.
Ce modèle est le précurseur des assureurs plus modernes comme le Reverso. Il donnera naissance au système de type « tube ». Son développement tend à diminuer l'échauffement lors de son utilisation, s'affranchir du ressort, implanter un système de fixation permanent au mousqueton lors de l'utilisation (avec un câble gainé plastique ou une partie du système disposant d'un large trou)[pas clair].
Enfin, au début des années 1980 est développé le tube Latok Tuber qui s'approche le plus des systèmes d'assurage actuels, notamment l'ATC. Conçu par Jeff Lowe, ce système dominera le marché des systèmes d'assurage pendant près de 25 ans.
À la fin des années 1990, ont émergé deux nouveaux systèmes : le système auto-bloquant et celui n'ayant pas à proprement parler cette caractéristique mais présentant un blocage assisté de la corde facilitant l'assurage.

## Systèmes auto-bloquants
Dans cette catégorie, tous les dispositifs ne sont pas strictement considérés par les fabricants et les distributeurs comme des « dispositifs d'assurage » ; certains ne sont que des « régulateurs de descente » ou des « faciliteurs de remontée ».
En spéléologie sont notamment utilisés :
- le bloqueur pour rappel (SHUNT de Petzl)
- le descendeur auto-bloquant (STOP de Petzl)
- le bloqueur ventral de remontée (CROLL de Petzl)
- la bloqueur-poignée de remontée (ASCENSION de Petzl)
- le bloqueur de pied (PANTIN de Petzl)

## Systèmes non-autobloquants
Dans cette catégorie, on peut distinguer cinq principaux types — du plus simple, au plus complexe : le simple mousqueton avec un demi-cabestan, le dispositif d'assurage de type « huit » (héritage du descendeur de Pierre Allain), celui de type « tube », celui destiné à la spéléologie et celui assistant l'assurage. Ces systèmes nécessitent un apprentissage en tant qu'assureur car le freinage de la corde n'est actif que lorsque l'assureur bloque le brin de corde libre (généralement celui du bas en direction du sol).

### Type «demi-cabestan»

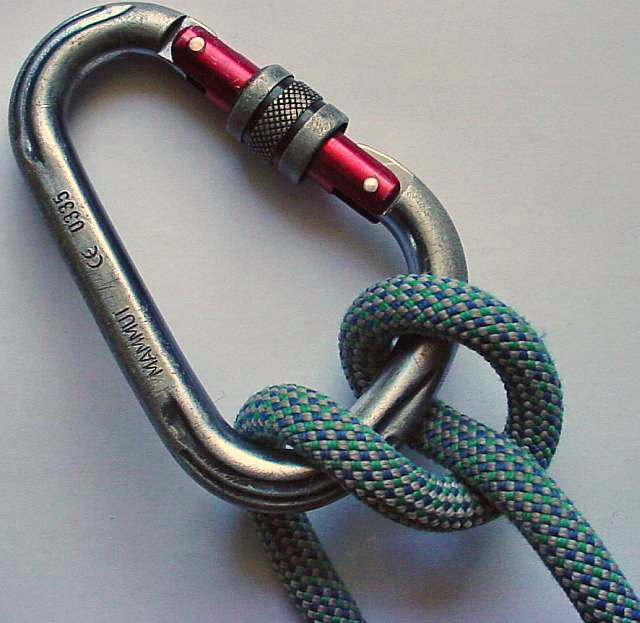
Nœud de demi-cabestan sur un mousqueton HMS.

Il s'appelle également le nœud de Munter, du nom de celui ayant vulgarisé son usage : Werner Munter. C'est le dispositif le plus simple car il ne nécessite qu'un mousqueton de sécurité et peut être réalisé avec une seule main. Il fonctionne simplement par frottement de la corde sur elle-même et de la corde sur la partie large du mousqueton. Ce système présente l'inconvénient d'user la corde et de la vriller. Il a l'avantage d'être polyvalent et de conception très simple, utilisé particulièrement en alpinisme ou en grande voie lors de la perte du système d'assurage. En Europe, il est beaucoup plus prisé des grimpeurs britanniques que français.
Il peut être utilisé autant pour assurer un leader, en tête ou en moulinette, qu'un ou deux seconds ou encore pour descendre en rappel. Il peut être utilisé indifféremment sur un ou deux brins de corde. Lors de son usage, le nœud se retourne selon que la corde soit tiré d'un côté ou d'un autre. C'est la raison pour laquelle il nécessite un mousqueton ayant une forme de poire de type HMS ou H pour permettre son retournement. Il est toutefois possible de bloquer le sens d'utilisation avec un deuxième mousqueton, et éviter ainsi son basculement pour une utilisation comme bloqueur pour l’assurage en moulinette du second au relais. En utilisation, il peut arriver que le brin filant de la corde vienne à frotter sur la virole du mousqueton et la fasse tourner, provoquant une possible ouverture accidentelle du mousqueton et une sortie de la corde. La vigilance quant à la conception du nœud (brin filant opposé à  l'ouverture) ou l'utilisation de mousquetons automatiques à doubles effets voire à triples effets évitent alors ce défaut. 
Lors de l'assurage, le demi-cabestan peut permettre un freinage plus grand que celui obtenu avec un descendeur en huit, la corde frottant sur elle-même associé au frottement de la corde sur le mousqueton contre uniquement de la corde sur le métal du descendeur en huit.

### Type huit

#### Huit

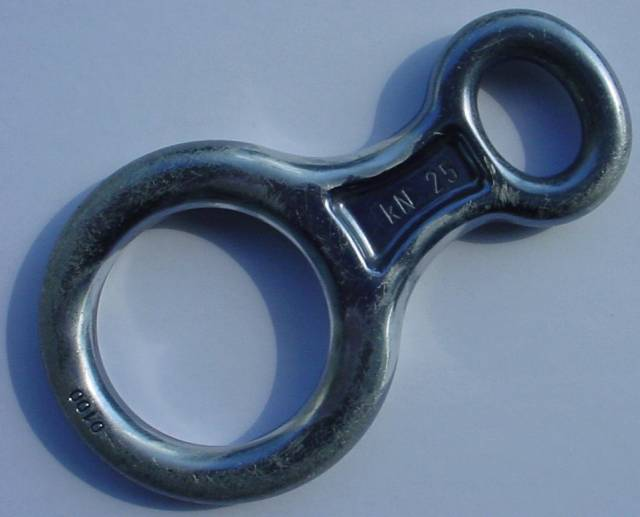
Descendeur en huit.

Le descendeur en huit est une pièce métallique présentant deux trous de tailles différentes. Il est très utilisé en escalade, alpinisme et canyonisme. Il a la forme d'un « 8 » et est généralement en aluminium. L'avantage de cet accessoire est la dissipation efficace de la chaleur et la simplicité de maniement. Du fait que la corde est installée vrillée[pas clair], il a tendance à toronner la corde, contrairement à d'autres dispositifs d'assurage qui ne vrillent pas la corde. Son usage a tendance à disparaître en France au profit des dispositifs de type « tubes » ou autobloquant comme le grigri.
Le huit est considéré comme un système d'assurage mais son utilisation principale est celle de descendeur. Des précautions sont cependant à prendre lors de l'usage en descendeur compte tenu de la possibilité de retournement du mousqueton associé.
Il existe des variantes du huit qui présentent d'autre fonctionnalités. Petzl commercialise le « huit antibrûlure » qui comprend une petite prise plastique à une de ses extrémités pour être pris avec deux doigts afin de ne pas se brûler lorsque le huit a assuré une descente longue et a donc chauffé. Il présente une forme anguleuse, carrée, permettant d'éviter à la corde de se retourner en formant une tête d'alouette. La même société produit le « Pirana ». Simond produit le « Kroko », ce huit présentant deux dents à l'intérieur du grand rond. Ainsi en faisant passer la corde dans les gorges formées, le freinage est accentué.

##### En canyonisme
La descente de canyon en rappel, outre le risque de chute comme dans tout rappel, présente des risques particuliers de noyade, par exemple par blocage sur corde sous une cascade ou « saucissonnage » dans une vasque agitée. Les techniques de rappel sont donc spécifiquement aménagées pour permettre un maniement simplifié du descendeur et un dégagement du pratiquant en cas d'incident.
Beaucoup d'appareils spécifiques ont été proposés par divers fabricants au fil des années mais tous ont été plus ou moins rapidement abandonnés : le rappel en canyon se pratique très majoritairement avec de simples descendeurs en huit . La seule exception notable est le « Pirana » ; sa forme offre plusieurs arrangements de la corde permettant un freinage plus ou moins accentué et également des coincements de la corde permettant de se reposer lors d'une descente.

### Type tube

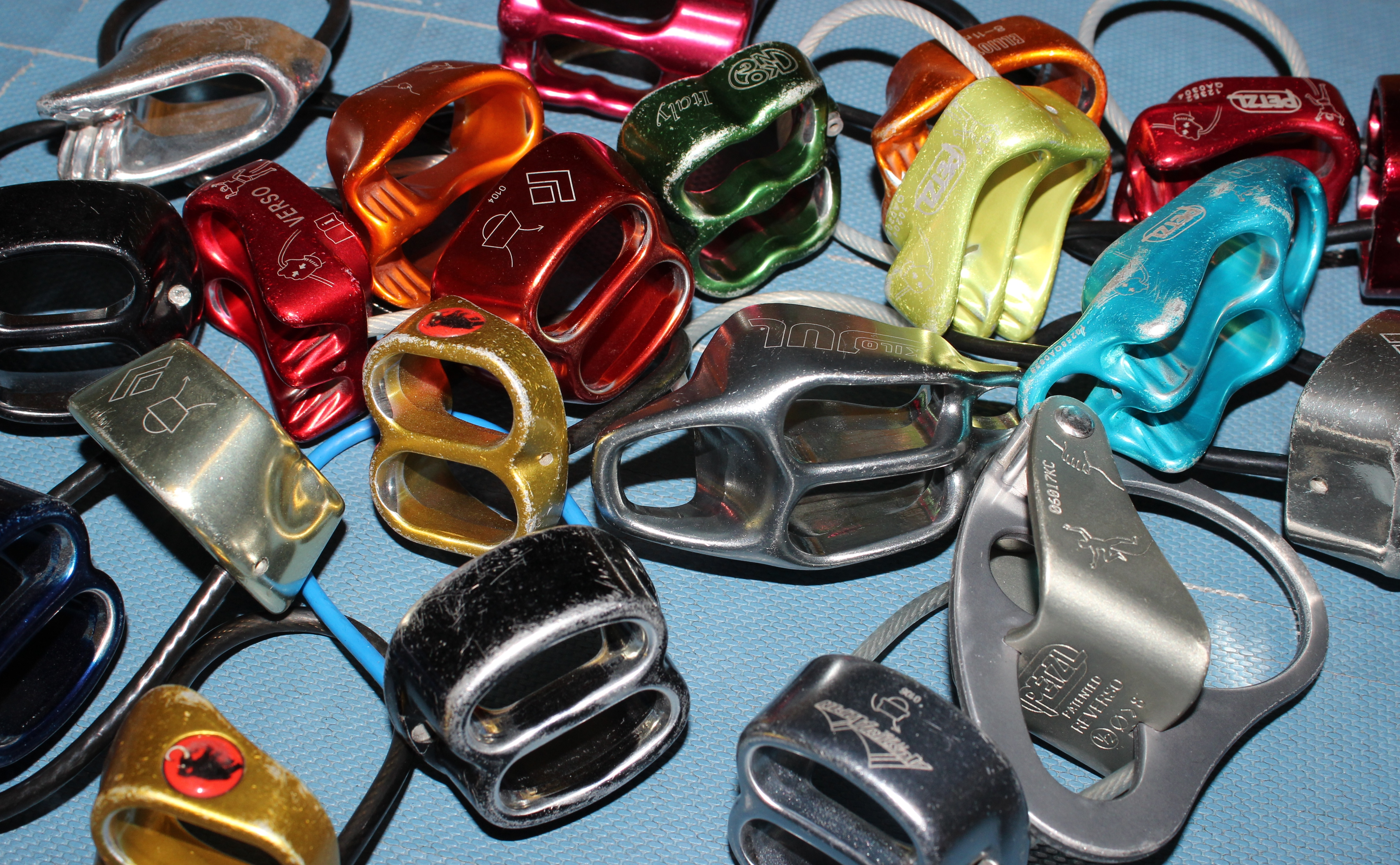
Un ensemble d'appareils d'assurages à tube.

Différents modèles relativement similaires sont proposés par divers constructeurs. Ils sont regroupés sous le nom générique de tube, puits ou pot de yaourt.

#### Caractéristiques
Parmi ce type il existe plusieurs variantes. Des tubes présentent une seule gorge pour le passage de la corde. Ceux-ci offrent donc une plus grande légèreté et une simplicité accrue ; cependant cette restriction limite l'usage à l'assurage sur un seul brin de corde. D'autres « tubes » présentent deux gorges et permettent d'assurer une ou deux personnes sur un ou deux brins de cordes. Ce type de dispositif a hérité de l'invention de la plaquette Sticht et du Latok tuber. Enfin, des modèles avec deux gorges ont un anneau pour pouvoir être fixé au relais afin d'assurer un ou deux seconds depuis le haut d'une voie.

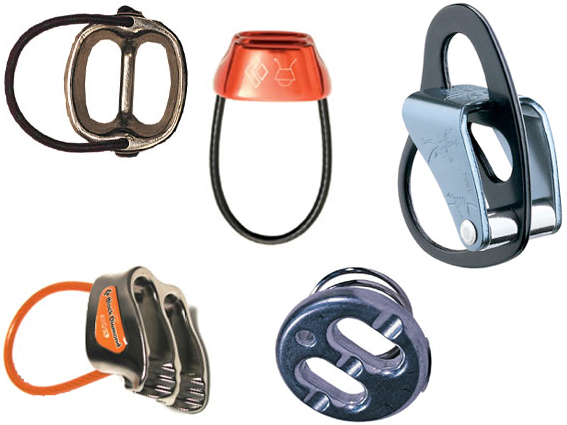
Différents systèmes d'assurage de type tube ou plaquette pour une ou deux cordes avec fonction bloqueur ou non.

#### Modèles

##### Tube
Le tube est un dispositif d'assurage qui s'utilise avec un mousqueton à vis. Il est assez bon marché (10 € environ) et génère une bonne force de freinage (200-400 kgf). Il permet aussi de faire du rappel même s'il a le désavantage de pouvoir s'échauffer ou provoquer des heurts dans la fluidité de la descente. Il existe beaucoup de variantes de ce type d'assurage.
Système à une gorge :
- ATC Sport (Black Diamond)
- Jul (Edelrid)

Systèmes à deux gorges :
- Cubik (Simond)
- Variable Controller plaquette
- VC Pro (Wild Country)
- Air Traffic Controller
- ATC XP (Black Diamond)
- Verso (Petzl)
- Chicane
- V Twin (DMM)
- Wingman
- Mad Lock (Mad Rock)
- Tubers (Camp)
- Master (Grivel)

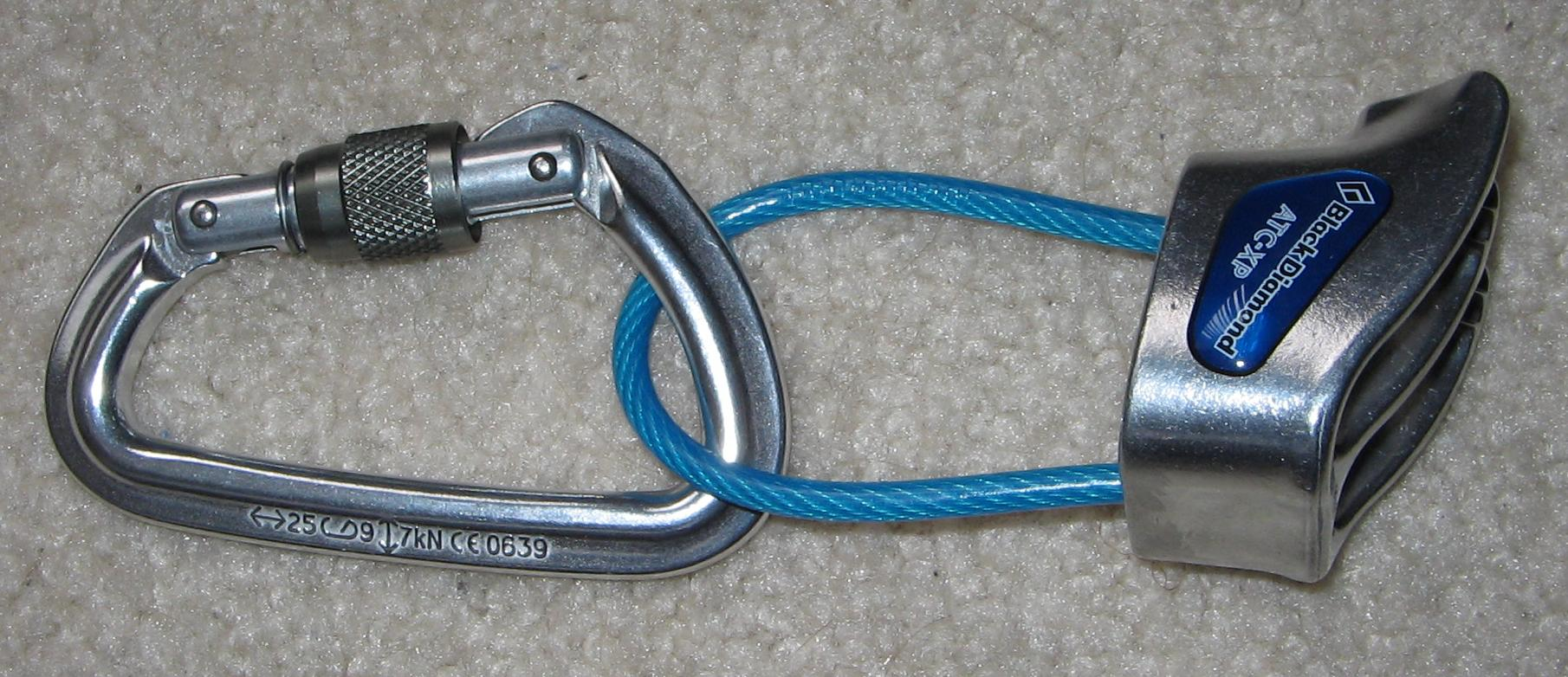
Un ATC-XP (tube à deux gorges) sur un mousqueton de sécurité à vis.

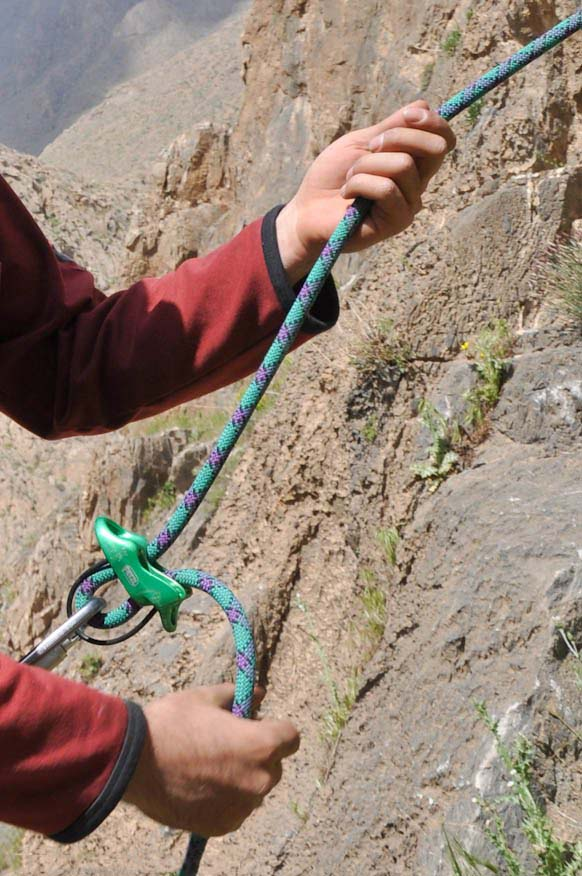
Un Petzl Reverso utilisé en montagne.

Systèmes à deux gorges et anneau ou câble pour relais :
- Più (1&2 - Cassin)
- toucan (Simond)
- Ghost (Kong)
- ATC Guide (1& 2 - Black Diamond)
- Reverso[9] (1, 2, 3 et 4 - Petzl)
- Reversino (Petzl)
- Aviator (Mad Rock)
- Bionic Alpine (Mammut)
- Master Pro (Grivel)
- Pro Guide (Wild Country)
- Mega Jul (Edelrid)

##### Plaquette

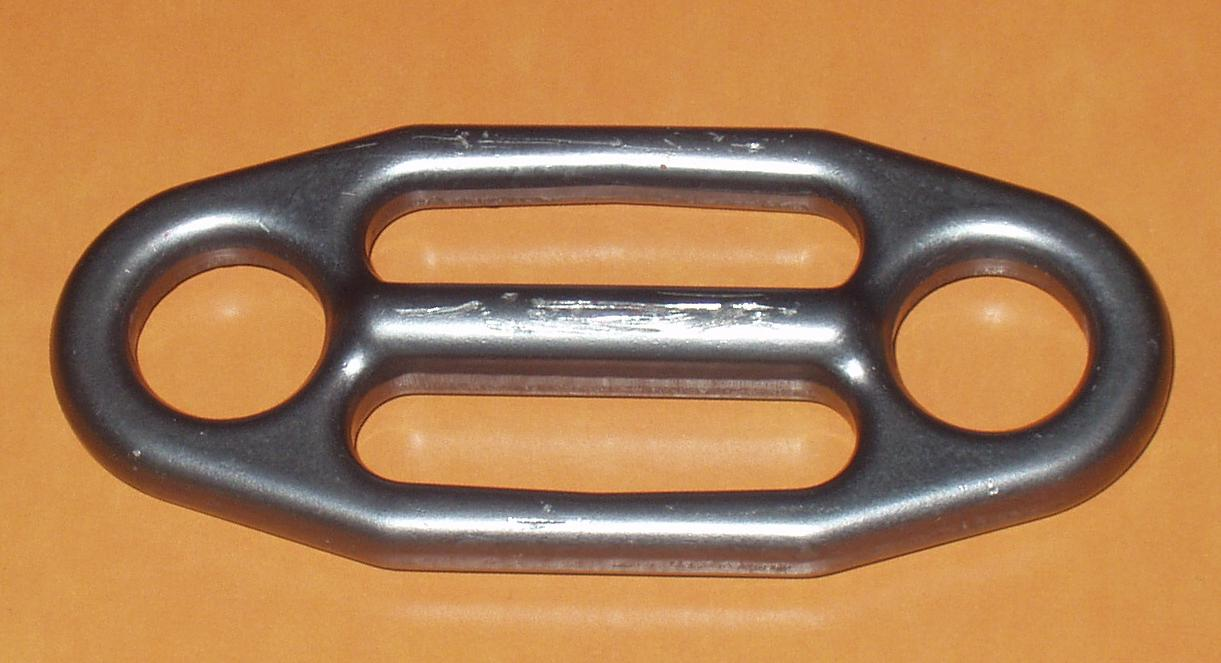
Plaquette Gigi.

Il existe plusieurs modèles de plaquettes pour assurer du haut de manière autobloquante : la plaquette New Alp (conçue par Jean Paul Frechin au début des années 1990)et la plaquette Gigi (de Kong ou Elderid[réf. nécessaire]) sont les plus répandues. Les deux fonctionnent sur le même principe : elles peuvent être utilisés en haut de voie pour assurer un ou deux seconds. Dans ce cas, la New Alp a l'inconvénient de bloquer les deux brins de la corde à la fois lorsque l'un des deux grimpeurs est en tension sur son brin. Cependant elle peut être utilisé pour assurer un leader en tête ou en moulinette.

### Type descendeur de spéléologie
Les descendeurs utilisés en spéléologie sont de deux sous-types principaux :

Passage de la corde dans un descendeur à poulies.

- « à poulies » : les descendeurs à poulies sont constitués de deux « poulies » fixes coincées entre deux flasques. La corde passe sous la poulie du bas, puis entre les deux poulies, et au-dessus de celle du haut. Il peut y avoir un système autobloquant (cf. supra) pour prévenir la chute en cas de lâcher de corde.
- « à barrettes » : la corde passe entre les barrettes (comme un skieur entre les piquet de slalom). Au fur et à mesure de la descente, il est possible de jouer sur le nombre de barrettes pour régler le freinage. Cette opération se fait sans ôter le matériel, et donc avec toute la sécurité nécessaire. Ce système est surtout adapté pour les grandes verticales nord américaines.

Les descendeurs présentent de nombreuses variantes. Le descendeur en huit n'est pas utilisé en spéléologie parce qu'il faut le détacher du baudrier pour passer la corde. Cela n'est ni pratique ni très sûr (quand on le manipule en tête de puits avec des gants boueux).

### Type «assistance à l'assurage»

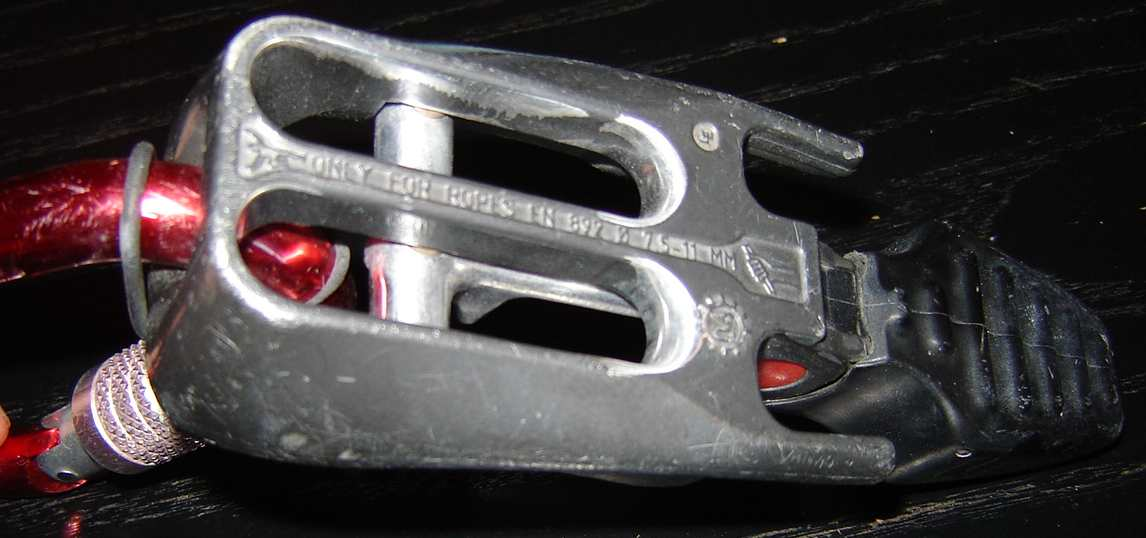
Le Tre de Sirius.

Certains systèmes plus élaborés n'offrent pas de fonction à proprement parler autobloquante mais vont permettre d'assister l'assureur dans le blocage de la corde. Il est typiquement recommandé pour ce type de dispositif d'adopter la même vigilance que pour les autres systèmes non autobloquants mais qui vont faciliter l'assurage avec un blocage provisoire. De conception donc plus originale, ils nécessitent encore plus un apprentissage spécifique à chaque modèle.
Les modèles existants peuvent être répartis en deux catégories :
- les systèmes qui ne fonctionnent que pour un seul brin de corde :
  - 9 spirit (Inawa)[14]
  - Yoyo (Camp)
  - Smart (Mammut)
  - Click'Up (Climbing Technology)
  - Zap-O-Mat (Elderid)
- les systèmes permettant un ou deux brins de corde :
  - Tre (Sirius)[15]
  - Alpine Up (Climbing Technology)[16]

## Systèmes à freinage assisté

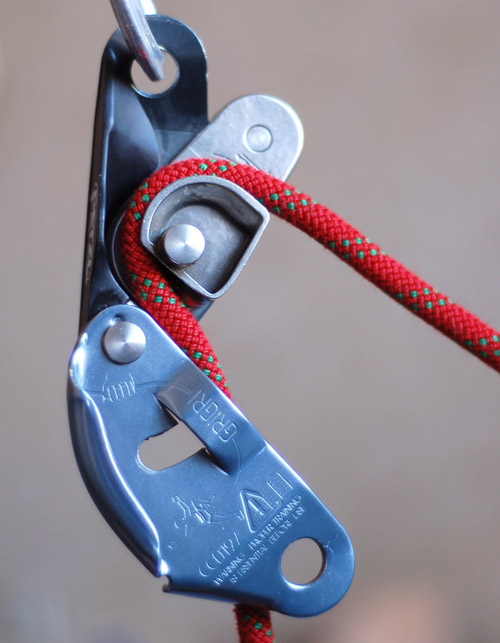
Un Gri-gri en position non-bloquée avec la flasque mobile pivotée montrant le mécanisme interne.

Les dispositifs suivants nécessitent une vigilance moindre de l'assureur en permettent un certain blocage automatique de la corde. Il fonctionne avec une came pivotante qui commence à tourner lorsqu'il y a une traction importante sur le brin de corde. Plus il y a une traction importante, plus la came vient appuyer sur la corde jusqu'à complètement bloquer celle-ci lors de la chute du grimpeur. Pour la débloquer, une poignée est présente sur le côté de l'appareil ; elle doit être actionné en maintenant le brin de corde libre afin de réguler le défilement de la corde. Pour pouvoir introduire la corde dans l'appareil, une flasque mobile permet de faire apparaître le mécanisme pour y faire passer le brin de corde en respectant le sens. Ces systèmes ne permettent d'assurer que sur un seul brin de corde. Cela engendre une polyvalence moins importante.
En raison de leur mécanisme d'autoblocage, il est plus difficile de donner du mou que sur un dispositif non-autobloquant et des techniques d'assurage différentes sont utilisées. Il est reproché à ces systèmes un blocage plus brutal que sur un dispositif d'assurage classique car moins de corde passe dans le dispositif lors d'une chute importante. Ce sont des dispositifs privilégiés pour assurer le second depuis le relais car, au contraire d'autres dispositifs conçus pour cette utilisation (le Trango B-52 et le Petzl Reverso), redescendre le second est plus facile.
La fonction autobloquante peut engendrer une attention moins importante de l'utilisateur. Ainsi il existe des cas rapportés de retour au sol du grimpeur avec l'utilisation de ce type de systèmes. Souvent cela peut être dû à plusieurs facteurs tels que :
- un mauvais positionnement de l'appareil,
- un mauvais sens de la corde dans l'appareil,
- un manque de tenue de la corde avec la main,
- une corde trop fine ou trop neuve étant trop fluide.

Pour ces raisons, dans leur notice d'utilisation, les constructeurs rappellent l'importante du sens de placement de la corde, la nécessité de toujours tenir le brin libre ou de ne pas gêner le blocage avec sa main.

### Grigri
Un Grigri est un dispositif d'assurage breveté par la société Petzl. Sur ce modèle, Petzl a également conçu un système d'assurage mais tourné pour un usage plus professionnel : l'ID. Celui-ci est plus lourd et plus encombrant que le Grigri mais il est possible de le déverrouiller pour y insérer la corde alors qu'il est toujours accroché à un mousqueton. Également, muni d'une poignée à double sens, il permet une descente fluide en jouant sur celle-ci et possède une fonction anti-panique qui bloque la corde quand la poignée est trop actionnée. Il est surtout utilisé pour un assurage par le haut et est favorisé dans les interventions de secours et les travaux en hauteur.

### Cinch
Le Cinch est un dispositif d'assurage mis au point par la société Trango. Ce dispositif a été mis sur le marché après le Grigri duquel il se différencie par différentes améliorations: compacité, poids, taille de corde. Il pèse 185 g et est plus compact que le Grigri. Il accepte des cordes de 9,4 à 11 millimètres.

### Eddy
Ce dispositif est produit par Edelrid. Il est apparu en 2005 et pèse 360 g. Il accepte des cordes de 9 à 11 millimètres. Il dispose d'un bouton pour pouvoir débloquer la flasque mobile. Il est réputé pour sa sécurité pour plusieurs points :
- Un montage avec les brins de cordes vers le haut ou vers le bas conserve la fonction autobloquante.
- La came est en position bloquée tant qu'aucune intervention manuelle n'est effectuée dessus même s'il n'y a plus de traction sur la corde.
- La poignée de déblocage est « double-stop » : si le mouvement de déblocage (poussée ou tirée selon le montage brins vers le haut ou brins vers le bas) est trop accentuée, la corde est à nouveau bloquée comme lorsque la poignée n'est pas actionnée[18].

### Sum
Ce dispositif est produit par Faders. Il pèse 255 g. Il accepte des cordes de 9,1 à 10,5 millimètres. Il se différencie des autres systèmes autobloquants par un blocage plus ou moins progressif. Il est unique également dans le fait que la poignée est dans le prolongement direct de la came. Ainsi le déblocage peut être plus délicat que sur les autres systèmes où le dépliage de la poignée permet une finesse de manipulation plus importante.